# Ашкан Деџага
Сејед Ашкан Деџага (перс. سید اشكان دژآگه‎‎‎, Техеран, 5. јул 1986) професионални је ирански фудбалер који примарно игра у средини терена на позицији десног крила.

## Клупска каријера
Иако рођен у Техерану, главном гарду Ирана, Деџага је одрастао у Немачкој, пошто су се његови родитељи недуго по његовом рођењу преселили у Берлин. Држављанство Немачке добио је као шестаестогодишњак. Фудбалом је почео да се бави још као дечак, тренирајући за нижеразредне берлинске клубове, а већи напредак остварује након прикључења јуниорском саставу Херте током 2000. године.
За први тим Херте дебитовао је као осамнаестогодишњак, а прву професионалну утакмицу у каријери одиграо је у Бундеслиги против екипе Бохума (сезона 2004/05) поставши тако најмлађим првотимцем свог клуба од његовог оснивања 1892. године. Током неколико првих професионалних сезона играо је паралелно за први и за резервни састав клуба.
У јулу 2007. као слободан играч прелази у бундеслигаша Волфсбурга где под руководство тренера Феликса Магата добија улогу стандарадног првотимца. У дресу Волфсбурга остварује и највећи успех у професионалној каријери освајањем титуле у немачком првенству у сезони 2008/09.
Последњег дана летњег прелазног рока 2012. за 2,5 милиона евра прелази у лондонски Фулам са којим потписује трогодишњи уговор. Деџага је тако постао тек трећи ирански фудбалер који је заиграо у Енглеској премијер лиги после Андраника Тејмурјана и Карима Багерија. Прву утакмицу у Премиејр лиги одиграо је 20. октобра против Астон Виле, док је први погодак постигао наредне сезоне на утакмици са Тотенхем хотспуром играној 4. децембра  2013. године. Гласовима навијача Фулама проглашен је за најбољег играча клуба у сезони 2013/14.
По одласку из Фулама две сезоне игра у Катару, у тамошњем прволигашу Ал Арабији, а потом се враћа у Европу где игра за Волфсбург и Нотингем Форест.

## Репрезентативна каријера
Након стицања немачког држављанства, Деџага дебитује за репрезентацију Немачке до 17 година, а у наредном периоду играо је и за све млађе репрезентативне селекције Немачке. У октобру 2007. одбио је да игра за репрезентацију Немачке у утакмици против одговарајуће селекције Израела правдајучи то страхом за безбедност своје породице у Ирану. Наиме, Исламска Република Иран не признаје постојање Државе Израел и самим тим протузаконито је имати било какве контакте са држављанима те земље. Наконте његове одлуке поједини немачки политичари и фудбалски радници тражили су његову суспензију из националног тима.
Деџага ипак игра за Немачку на Европском првенству У21 2009. у Шведској, где са тимом осваја златну медаљу и титулу континенталног првака. Крајем 2011. Деџага ипак одлучује да промени спортско држављанство и да у будућности игра под заставом Ирана.
За сениорску репрезентацију Ирана дебитовао је 29. фебруара 2012. у утакмици квалификација за СП 2014. са селекцијом Катара, и већ на дебију постиже оба гола за Иран у ремију 2:2. Захваљујући одличним играма у квалификацијама, селектор Кејроз га уврштава на списак репрезентативаца за Бразил 2014. где је играо у све три утакмице за свој тим. Годину дана касније играо је и на Азијском првенству у Аустралији.
Селектор Карлос Кејроз уврстио га је на списак играча за Светско првенство 2018. у Русији, где ипак није одиграо ни једну од три утакмице за тим у групи Б.

### Голови за репрезентацију
| №  | Датум              | Место    | Ривал              | Голови | Резултат | Такмичење                          |
| -- | ------------------ | -------- | ------------------ | ------ | -------- | ---------------------------------- |
| 1. | 29. фебруар 2012.  | Техеран  | Катар              | 1:0    | 2:2      | Квалификације за СП 2014.          |
| 2. | 29. фебруар 2012.  | Техеран  | Катар              | 2–1    | 2:2      | Квалификације за СП 2014.          |
| 3. | 15. новембар 2013. | Бангкок  | Тајланд            | 1:0    | 3:0      | Квалификације за Азијски куп 2015. |
| 4. | 19. новембар 2013. | Бјерут   | Либан              | 2:0    | 4:1      | Квалификације за Азијски куп 2015. |
| 5. | 3. септембар 2015. | Техеран  | Гвам               | 1:0    | 6:0      | Квалификације за СП 2018.          |
| 6. | 12. новембар 2015. | Техеран  | Туркменистан       | 3–1    | 3–1      | Квалификације за СП 2018.          |
| 7. | 10. новембар 2016. | Шах Алам | Папуа Нова Гвинеја | 1:0    | 8:1      | Пријатељска утакмица               |
| 8. | 9. новембар 2017.  | Грац     | Панама             | 1:0    | 2:1      | Пријатељска утакмица               |
| 9. | 28. мај 2018.      | Истанбул | Турска             | 1:2    | 1:2      | Пријатељска утакмица               |

## Успеси и признања
ФК Волфсбург
- Бундеслига (1): 2008/09.

 Немачка У21
- Европско првенство У21:  2009.